# Sh2-101
Coordenadas:  20h 00m 29.3s, −35° 19′ 13.9″
Sharpless 101, también llamada Sh2-101 es una nebulosa Región HII y también una nebulosa de emisión en la constelación de Cygnus. También se llama La Nebulosa del Tulipán por tener forma de un tulipán en las imágenes, catalogado por el astrónomo Steward Sharpless, el creador del catálogo en 1959. Está a una distancia de aprox. 6000 años luz de la Tierra.
Está cerca del microcuásar Cygnus X-1, lugar del supuesto primer agujero negro.